# Nachal Mecada
Nachal Mecada (hebrejsky נחל מצדה) je vádí v jižním Izraeli, na pomezí severovýchodního okraje Negevské pouště a v Judské poušti.
Začíná v nadmořské výšce okolo 350 metrů v kopcovité neosídlené pouštní krajině, jihozápadně od hory Har Ben Ja'ir cca 10 kilometrů severovýchodně od města Arad. Směřuje pak k východu, přičemž prudce klesá do příkopové propadliny u Mrtvého moře přes skalní stupeň Ma'ale Ben Ja'ir. Severně odtud vede paralelně s tokem vádí lokální silnice číslo 3199. Do sníženiny Mrtvého moře vstupuje vádí na jižním okraji starověké pevnosti Masada. Podchází dálnici číslo 90 a ústí do Mrtvého moře, respektive do umělého kanálu, který spojuje jižní a severní část Mrtvého moře (střední část kvůli poklesu stavu vody vyschla).